# Gistelarepolder
De Gistelarepolder is een polder ten zuidoosten van Breskens, behorende tot de Baarzandepolders.
De 48 ha grote polder werd, na de inundatie van 1583, herdijkt in 1610.
De polder wordt begrensd door de Hoofdplaatseweg en de Koolweg. Het westelijk deel van de polder wordt ingenomen door een woonwijk van Breskens.